# Mario Roberto Álvarez
Mario Roberto Álvarez, född 14 november 1913, död 5 november 2011, var en argentinsk arkitekt.

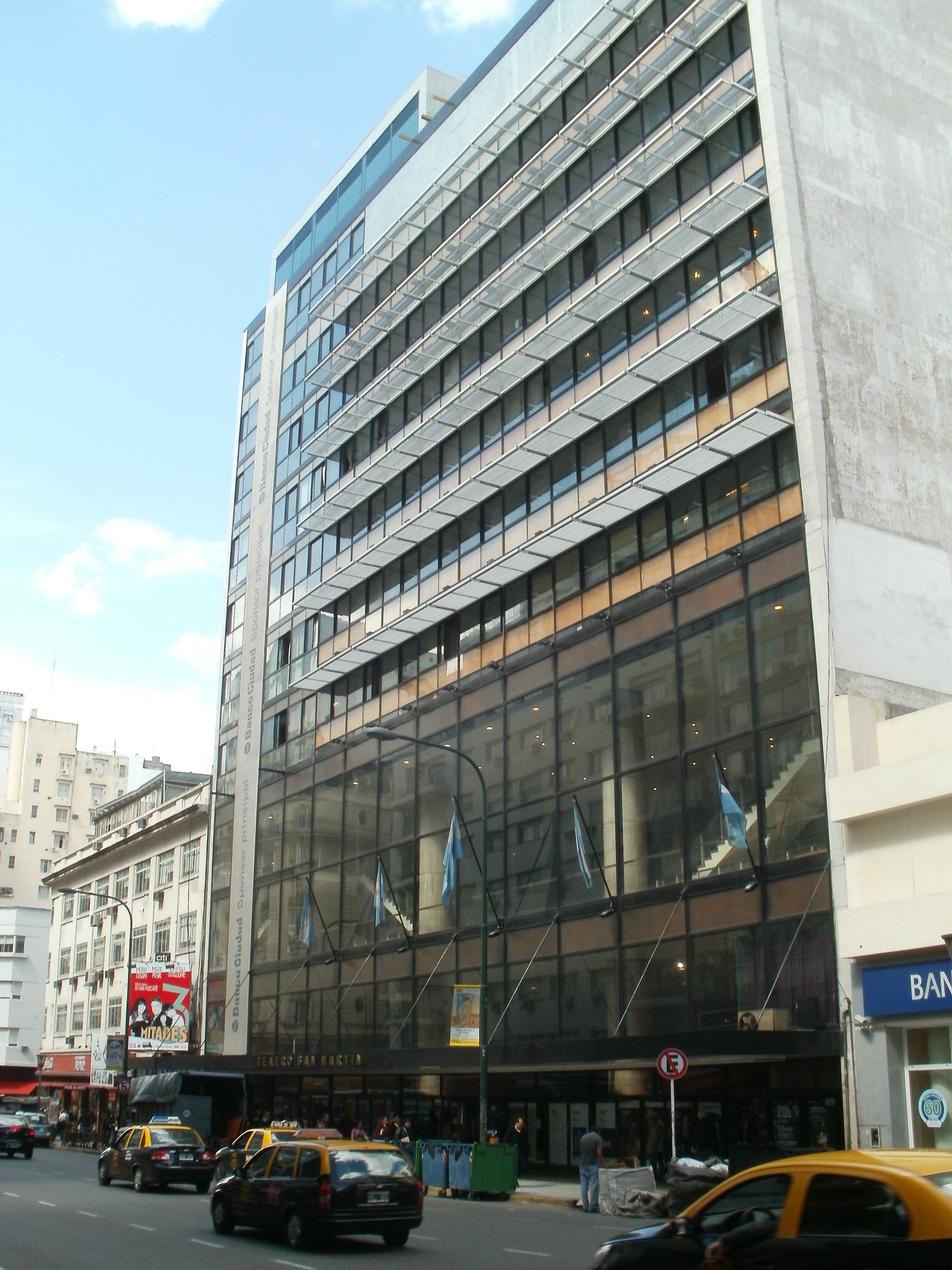
Centro Cultural San Martin

Álvarez var från 1937 verksam vid eget kontor, men arbetade även statligt. Han var en av Argentinas ledande arkitekter och en viktig företrädare för modernismen. Förutom rena arkitekturfrågor intresserade sig Álvarez även för den tekniska utvecklingen, såsom prefabrikation. Bland hans viktigaste byggnader märks Centro Cultural General San Martín (1953-64), Teatro Municipal General San Martín (1953-60) samt förvaltningsbyggnaden SOMISA (1966-77), landets första stålkonstruktionsbyggnad, alla i Buenos Aires.